# 融合教育
融合教育，亦稱統合教育（英語：Integrated Education）。根據香港立法會文件的解釋，融合教育是指將有特殊教育需要的學生安排在普通學校接受教育，這些普通學校也即是所謂主流/主流化學校的主要構成部份。

## 定義
根據2009年聯合國教科文組織的定義，融合教育／全納教育（Inclusive Education）是指增強教育體系職能，從而顧及所有學習者的需要。香港特別行政區政府教育局的官方文化中使用「融合教育」為中文用詞，而英文用詞則為“Integrated Education”。除在特殊情況下，Integrated Education及Inclusive Education皆被翻譯為「融合教育」。

## SEN的九大類別
根據平等機會委員會的《融合教育制度下殘疾學生的平等學習機會研究報告》指出，特殊教育需要（Special Educational Needs，簡稱SEN）可大致分為九大類，融合教育制度下殘疾學生的平等學習機會研究報告︰
- 專注力不足／過度活躍（ADHD）
- 自閉症（ASD）
- 溝通障礙（CD）
- 情緒行為問題（EBD）
- 聽覺障礙（HI）
- 智力障礙（ID）
- 肢體殘疾（PD）
- 特殊學習障礙（SLD）
- 視覺障礙（VI）

## 地區發展

### 香港

#### 融合教育政策簡要
香港學校教育目標第6項（1997）指出︰
「不論學生的能力為何，每間學校都應幫助所有學生，包括有特殊教育需要的學生，盡量發展學業上及學業以外的潛質」。
香港1994年正式加入《聯合國兒童權利公約》。第28條撮要︰
教育──兒童有權接受教育，締造國有責任提供免費和強制的小學教育。而學校執行紀律方式應尊重和反映兒童的人格尊嚴。同時締約國應促進國際之間合作以保障此權益。另第23條撮要︰殘障兒童──殘障兒童有權獲得特別照顧，以及接受為幫助他們自立並享有積極和充實的生活而設計的教育和訓練。
香港政府於1995年發表《康復政策及服務白皮書》中，重申香港的融合教育政策。
教育局2000年的教育改革方案強調，會照顧有學習障礙的學生的需要，透過特別輔導及幫助。讓有特殊教育需要學生有發展所長的機會。
平等機會委員會亦於2001年制定《殘疾歧視條例》教育實務守則，為私營和公立教育機構訂立指引，致力避免和消除對殘疾人士的歧視，以達到人人平等。指引包括設立無障礙學習環境、制定合適收生程序、調適課程內容、教學方法、評估、輔導，以確保特殊教育需要的學生個別需要能被滿足。
中國政府已於2008年8月1日向聯合國交存了批准書，成為《殘疾人權利公約》的第33個締約國。同年的8月31日《公約》正式對中國包括香港和澳門特別行政區開始生效，內容涉及教育、康復及就業，對融合教育發展有深層次的影響。

#### 發展
根據平等機會委員會發表《融合教育制度下殘疾學生的平等學習機會研究報告》，香港的融合教育在制度、政策和實行方面均出現問題，該報告參考外地有關實施融合教育的經驗，提出下列建議：

##### 全校參與模式
在特殊教育政策下，教育局會根據有關專業人士的評估及建議，在家長同意下，轉介有嚴重或多重殘疾的學生入讀特殊學校；其他比較輕微SEN的學生，會被派往普通學校就讀。
所有學校均會取錄SEN的學生，亦會成立學生支援小組統籌融合教育事宜。教育局會為學校提供額外資源、專業支援和教師培訓，協助學校照顧SEN的學生。

##### 增撥額外資源
香港政府會向校方提供「學習支援津貼」、「小學加強輔導教學計劃」和「融合教育計劃」等額外資源，讓學校靈活運用資源，並按照「及早識別」、「及早支援」、「全校參與」、「家校合作」和「跨界別協作」五個基本原則，支援SEN的學生。

##### 提供專業支援
教育局會定期就融合教育政策、教學策略、資源運用及分層支援措施等向校方提供專業意見及支援，協助學校從政策、文化及措施三方面推行「全校參與」模式融合教育；亦已增撥資源，逐步擴展「校本教育心理服務」。
教育局會經常舉行網絡會議及專業交流會等活動，讓教師分享經驗及心得。亦會邀請有良好經驗的特殊/普通學校為其他學校提供支援和分享推動融合教育的經驗。

##### 加強教師培訓
教育局已為教師提供以特殊教育為主題的基礎、高級及專題課程，並為校長、教師及教學助理舉辦講座、工作坊和研討會等活動。在教育局的推動下，師資培訓機構亦已把「支援有特殊教育需要的學生」或相關課題列為職前教師培訓課程的必修單元。

##### 調節支援層次
現時普通學校採用三層支援模式照顧SEN的學生，並因應各人的進展和表現調節支援層次。此外，要求學校為有嚴重學習困難或適應問題的學生訂定個別學習計劃。

##### 問題
2013年7月，失明及弱聽的香港中學文憑考試考生曾芷君，取得3科5**的成績。傳媒也籍此報導已故聾人狀元李菁的故事，引起香港社會就有關「融合教育」的討論，包括執行融合教育的困難，政府沒有足夠的資源協助，教育界亦未有充足的準備。根據報章報導，總結如下︰
- 雖然學校作出適當調適，例如延長考試時間、提供特製筆記、課外補課等，但對於情緒有缺陷的SEN學生，融合教育往往效果欠佳。
- 雖然有不少SEN學生資質頗佳，但因為種種心理問題，如情緒、社交能力、專注力不足等，導致不能好好學習。當這類患有心理或情緒病的學生回到普通學校時，由於控制情緒能力比一般人低，當他們鬧情緒時，會影響課室秩序和其他同學，而且這類個案處理需時，全體學生學習進度也會受阻。
- 任何類別的SEN學生在求學階段都容易受同學的取笑及欺凌，但最終他們可能因為差異而被孤立甚至欺負，增添成長困難。
- 大部份老師沒有接受處理SEN學生的訓練。
- 很多學校會找專家協助，例如語言治療師、職業治療師、社工、教育心理學家等，但專家人數不多，應付不到越來越多的SEN個案。

### 中国大陆
在中國大陸，根據《义务教育法》、《残疾人教育条例》，任何適齡的殘疾學童，理論上都可以在戶籍所在地免費申請入讀公辦學校。實際的情況要視乎各地區、學校和家長的取態，不能一概而論。

中華人民共和國國務院在2014年頒佈了《特殊教育提升计划（2014-2016年）》 （页面存档备份，存于），全面推进全納教育(Inclusive Education，學術討論上"融合教育Integrated Education"與"全納教育"可以有分別，但一般而言兩者可視為同一意思)，集中於視力、聽力和智力殘疾儿童少年義務教育上。
教育部辦公聽亦在2016年1月20日發出《普通学校特殊教育资源教室建设指南》 （页面存档备份，存于），進一步在普通學校提供相關資源給有特殊學習需要的學童。

自閉症是在2001年被納入精神殘疾類別，並制定了《“十一五”孤独症儿童康复训练试点工作实施办法》，又編定了《孤独症儿童的教育与康复训练》一書。

其他如專注力不足及過度活躍症(多動症)、阿斯伯格症、读写障碍等，近年在內地亦引起關注，雖然政府方面未有具體的政策文件，但各省市地區從外面接觸到的資訊增加，亦開始有民辦機構提供相關的訓練和治療。

## 延伸閱讀
- 鄺浩然︰單元三：案例研習 - 學習篇 （页面存档备份，存于），載《【用心聽 聾健共融】通識教材套》，頁23-25，龍耳出版，2013年9月

## 外部連結
- 香港特別行政區教育局──全校參與模式融合教育 （页面存档备份，存于）
- 香港 SEN Rights 組織官方網頁 （页面存档备份，存于）
- 香港 SEN Rights 組織 Facebook 專頁